# A Muppet Family Christmas
A Muppet Family Christmas (La Navidad de la familia Muppet en Hispanoamérica, y Unas Navidades con los Teleñecos o Una Navidad con los Teleñecos en España) es un especial de Navidad protagonizado por los Muppets de Jim Henson, realizado en 1987 y con 82 minutos de duración.
Incluye los personajes de The Muppet Show, Sesame Street, Fraggle Rock, reunidos en Navidad en la casa de la madre del oso Fozzie, donde también encontrará a Doc, el viejo inventor de Fraggle Rock y su perro Sprocket. Statler y Waldorf siquiera se presentan a las celebraciones junto con los Muppets.
En esto, el Dr. Teeth y su banda Electric Mayhem, interpretan la canción Jingle Bells, Fozzie construye un muñeco de nieve que cobra vida y ambos cantan el tema clásico 'Sleigh Ride' mientras Rowlf toca el piano, el Chef Sueco trata de cocinar a Big Bird, Kermit (René en Latinoamérica, Gustavo en España) y su sobrino Robin visitan a los Fraggle, en la Roca Encantada, Doc vestido como Santa Claus reparte regalos, y el propio Jim Henson hace una aparición en la escena final.

## Enlaces
- A Muppets Family Christmas en Internet Movie Database (en inglés).

- Datos: Q950593